# 20 30 40
《20 30 40》是張艾嘉导演的一部电影作品，故事發生在現代的台北。由李心潔、劉若英和張艾嘉分別飾演20多歲、30多歲及40多歲的現代女性。

## 參與演員
| 演員   | 角色           | 人物簡介 |
| ------ | -------------- | -------- |
| 李心潔 | 小潔           |          |
| 張艾嘉 | Lily           |          |
| 劉若英 | 想想           |          |
| 楊淇   | 依童           |          |
| 黃秋生 | 石哥           |          |
| 梁家輝 | 張世傑／Jerry  |          |
| 任賢齊 | 王（網球教練） |          |
| 張洪量 | Brian 孫       |          |
| 馬志翔 | 小齊           |          |
| 陳昇   |                | 友情客串 |
| 黃嘉千 | 阿May          |          |
| 糯米糰 |                |          |
| 曾之喬 | Lily女兒       |          |
| 王俐人 | 花店職員       |          |
| 陳柏霖 | 小傑           | 搖滾樂手 |
| 黃健和 | 買鋼琴單親爸   |          |

## 獎項
| 年份   | 頒獎典禮                   | 獎項       | 名字   | 結果 |
| ------ | -------------------------- | ---------- | ------ | ---- |
| 2004年 | 第41屆金馬獎               | 最佳女配角 | 楊淇   | 提名 |
| 2004年 | 第41屆金馬獎               | 最佳女配角 | 李心潔 | 提名 |
| 2005年 | 第11屆香港電影評論學會大獎 | 最佳女演員 | 劉若英 | 提名 |
| 2005年 | 第24屆香港電影金像獎       | 最佳女主角 | 張艾嘉 | 提名 |
| 2005年 | 第24屆香港電影金像獎       | 最佳女配角 | 楊淇   | 提名 |

## 外部連結
- Yahoo奇摩電影上《20 30 40》的資料（繁體中文）
- 開眼電影網上《20 30 40》的資料（繁體中文）
- 豆瓣电影上《20 30 40》的資料 （简体中文）
- 时光网上《20 30 40》的資料（简体中文）
- AllMovie上《20 30 40》的资料（英文）
- 爛番茄上《20 30 40》的資料（英文）
- 香港影庫上《20 30 40》的資料（繁體中文）
- 互联网电影数据库（IMDb）上《20 30 40》的资料（英文）